# رودی سایسنس
رودی سایسنس (انگلیسی: Rudi Ceyssens; ۱۹ ژوئیهٔ ۱۹۶۲ – ۲۰ دسامبر ۲۰۱۵) دوچرخه‌سوار اهل بلژیک بود.